# AfterEllen.com
AfterEllen.com (pt:Depois de Ellen) é um website fundado em 2002 por Sarah Warn, de conteúdo voltado para a representação nos média das mulheres lésbicas e bissexuais. Em 2005 foi criada a versão masculina, AfterElton.com. Os dois sites foram adquiridos em 2006 pelo canal Logo TV.
Embora o site não esteja afiliado a Ellen DeGeneres, o seu nome refere-se ao marco e à importância para as lésbicas quando Ellen DeGeneres assumiu a homossexualidade em 1997.
O seu conteúdo foca-se em torno das notícias sobre televisão, cinema, música, livros e pessoas famosas. Publica ainda entrevistas, artigos, colunas periódicas, críticas, recapitulações de episódios televisivos com personagens lésbicas e bissexuais e alberga diversos blogues. Os vídeo blogues publicados, denominados "vlogs", ganharam nos últimos tempos centralidade no conteúdo do AfterEllen.com, sendo alguns dos mais populares "We're Getting Nowhere," "Brunch With Bridget" e "She Made Me Watch This."
É o Top dos sites da temática, sendo em 2008 considerado pelo jornal britânico The Observer, um dos 50 blogues mais poderosos do mundo.